# Communauté de communes de la Baie du Kernic
La Communauté de communes de la Baie du Kernic est une ancienne communauté de communes française, située dans le département du Finistère, en région Bretagne.

## Histoire
La communauté de communes a été créée le 31 décembre 1993.
Le 1er janvier 2017, l'intercommunalité fusionne avec la communauté de communes du Pays Léonard pour former Haut-Léon Communauté.

## Territoire communautaire

### Composition
La communauté de communes regroupait les 6 communes suivantes :

| Nom                | Code Insee | Gentilé         | Superficie (km2) | Population (dernière pop. légale) | Densité (hab./km2) |
| ------------------ | ---------- | --------------- | ---------------- | --------------------------------- | ------------------ |
| Cléder (siège)     | 29030      | Clédérois       | 37,44            | 3 582 (2022)                      | 96                 |
| Lanhouarneau       | 29111      | Lanhouarnéens   | 17,69            | 1 294 (2022)                      | 73                 |
| Plouescat          | 29185      | Plouescatais    | 14,79            | 3 549 (2022)                      | 240                |
| Plounévez-Lochrist | 29206      | Plounévéziens   | 39,54            | 2 285 (2022)                      | 58                 |
| Tréflaouénan       | 29285      | Tréflaouénanais | 8,16             | 523 (2022)                        | 64                 |
| Tréflez            | 29287      | Tréfléziens     | 15,76            | 984 (2022)                        | 62                 |

### Démographie
| 1968   | 1975   | 1982   | 1990   | 1999   | 2006   | 2009   | 2010   | 2011   |
| ------ | ------ | ------ | ------ | ------ | ------ | ------ | ------ | ------ |
| 13 925 | 13 095 | 12 810 | 12 000 | 11 676 | 12 268 | 12 451 | 12 444 | 12 497 |

| 2014   | 2015   | 2016   | - | - | - | - | - | - |
| ------ | ------ | ------ | - | - | - | - | - | - |
| 12 443 | 12 335 | 12 311 | - | - | - | - | - | - |

## Administration

### Siège
Le siège de la communauté de communes était à Cléder, ZA de Kerhall.

### Liste des présidents
| Période | Période | Identité        | Étiquette    | Qualité |
| ------- | ------- | --------------- | ------------ | --- |
| 1993    | 1995    | Yves Guillou    | Centriste    | Maire de Cléder (1977 → 1995) |
| 1995    | 2001    | Daniel Jacq     | DVD          | Maire de Plouescat (1989 → 2001) |
| 2001    | 2016    | Jacques Le Guen | RPR puis UMP | Adjoint au maire de Plounévez-Lochrist (2001 → 2014) Député du Finistère (5e circ.) (2002 → 2012) Conseiller général de Plouescat (1998 → 2011) |